# Georg Frederik von Krogh (1732-1818)
 Der er flere personer med dette navn, se Georg Frederik von Krogh.
Georg Frederik (Friderich) von Krogh (7. oktober 1732 i Trondhjem – 3. august 1818 sammesteds) var en dansk-norsk officer og godsejer. Han var bror til Caspar Hermann, Frederik Ferdinand og Godske Hans von Krogh og far til Georg Frederik von Krogh.
Han var søn af generalløjtnant Georg Frederik von Krogh (1687-1768) og Hedevig Augusta Brüggemann (1707-1740), indtrådte 1749 som fænrik i 1. Vesterlenske Infanteriregiment og blev 1750 forsat herfra til Grenaderkorpset i København, hvor han 1752 blev sekondløjtnant og 1753 hofjunker. Det følgende år vendte han tilbage til Vesterlenske Regiment som kaptajn og kompagnichef, og begyndelsen var dermed gjort til hans hurtige avancement. For en del skyldtes dette frændskab og hofgunst, men Krogh var også selv sin egen lykkes smed. Han havde fortrinlige evner og anlæg for tjenesten og var fra sine første fænriksdage besjælet af en glødende interesse for at lære denne at kende i stort som i småt. Dette førte til, at han ved Syvårskrigens udbrud søgte og fik ansættelse i den preussiske hær som volontær. Han havde det held at gøre sig bemærket af Frederik den Store og fik tilladelse til at gøre hele felttoget 1757 med i hans generalstab. Under retræten efter slaget ved Kollin, i hvilket Krogh blev såret, red han ved siden af kongen, da denne, i øvrigt kun ledsaget af få ryttere, med sablen i hånden måtte bane sig vej gennem de ham forfølgende og omringende pandurer. Efter sin helbredelse fik han ansættelse i feltmarskal James Keiths korps. Han synes at være vendt tilbage til fædrelandet i efteråret 1758, deltog i den store troppesamling i Holsten samme år og blev udnævnt til generaladjudant hos Frederik V. 1757 var han blevet kammerjunker. 1760 forfremmedes Krogh, kun 28 år gammel, til oberst og chef for 1. Trondhjemske Infanteriregiment, og i spidsen for denne afdeling indfandt han sig 1762 i Mecklenburg, da hæren der under Claude-Louis de Saint-Germain skulle optage kampen mod russerne. 1768 blev Krogh kammerherre, 1772 generalmajor af infanteriet og kommanderende general nordenfjelds, 1774 hvid ridder og 1781 generalløjtnant.
Regeringsskiftet 1784 frembragte ingen forandring i den gunst, Krogh hidtil havde nydt hos de styrende. Tværtimod fordoblede kronprinsen, der under det korte norske felttog 1788 personlig havde lært Krogh at kende og at skatte hans ædle karakter, hædersbevisningerne og lod ham samme år udnævne til kommandant i Trondhjem, 1793 til general af infanteriet og 1801 til Ridder af Elefanten. 1808 blev han Dannebrogsmand.
Han hørte til de generaler, hvem Frederik VI både som kronprins og konge betroede sig til og spurgte til råds såvel om hærorganisation som om taktik og politik, og endnu i sit 80. år førte Krogh en levende brevveksling med kongen. Ved dette tidspunkt var han dog allerede blevet noget aflægs, og det var vel nærmest sønnen, oberst Georg Frederik von Krogh, der var adjudant hos ham, som bestyrede den nordenfjeldske generalkommando eller, som det nu hed, 2. divisions distrikt. I januar 1814 afskedigedes han med fuld gage og øvrige indtægter, men forblev stående i Hærens detail. Efter Norges adskillelse hædrede den svenske regering ham med Serafimerordenen (1815), og det følgende år blev han optaget som æresmedlem af Det kongelige Krigsvidenskabs-Akademi.
Krogh var en fint dannet, meget sprogkyndig mand. 1805 udgav han en afhandling om slaget ved Kolin 1757, og afskrift af hans felttogsjournal dette år findes i det Deichmanske Bibliotek i Oslo. Hans Tanker i Anledning af Norges nuværende Stilling blev trykt 1813.
Krogh ejede flere gårde, bl.a. Leeren, og var den første, der avlede kartofler i Norge. Han var 2 gange gift: 1. gang 11. december 1760 i Trondhjem med Elisabeth Schøller (4. september 1744 i Trondhjem – 28. september 1763 sammesteds), datter af den rige kammerherre Stig Tonsberg Schøller (1700-1769) i Trondhjem og Cecilie Christine Schøller f. Frølich (1720-1786); 2. gang 26. marts 1765 i Ejdsvold med Margrethe Lerche (1. januar 1733 i Trosvig – 19. januar 1807 i Trondhjem), søster til hans broder Caspar Hermann von Kroghs hustru. Han døde i Trondhjem 3. august 1818.
Han er begravet i Domkirkegården i Trondhjem. Der findes en klippet silhouet (Frederiksborgmuseet) og et portrætmaleri. Litografi af K. Müller (Stockholm) 1822.